# Аджиаран
Аджиара́н (укр. Аджиаран, крымскотат. Acıaran, Аджыаран) — исчезнувшее село в Черноморском районе Республики Крым, располагавшееся на востоке района, на западном берегу озера Донузлав, примерно в 4 километрах к юго-востоку от современного села Новоивановка.

## История
Судя по доступным историческим документам, Аджиаран был основан в конце XIX века, поскольку впервые упоминается, в составе Кунанской волости Евпаторийского уезда, в «…Памятной книжке Таврической губернии на 1900 год», согласно которой в деревне числилось 137 жителей в 22 дворах<refТаврический Губернский Статистический комитет. Календарь и Памятная книжка Таврической губернии на 1900 год. — 1900. — С. 66—67.</ref>. В дальнейшем в результатах ревизий и переписи 1926 года не встречается, но отмечается на картах: Стрельбицкого 1920 года с 3 дворами, на карте Крымского статистического управления 1922 года, как населённый пункт с 1—10 дворами, километровой карте Генштаба 1941 года (в которой за картооснову, в основном, были взяты топографические карты Крыма масштаба 1:84000 1920 года и 1:21000 1912 года), но на карте 1926 года уже отсутствует.